# Blaesoxipha coloradensis
Blaesoxipha coloradensis är en tvåvingeart som först beskrevs av Aldrich 1916.  Blaesoxipha coloradensis ingår i släktet Blaesoxipha och familjen köttflugor. Inga underarter finns listade i Catalogue of Life.